# Orophea salacifolia
Orophea salacifolia Hutch. – gatunek rośliny z rodziny flaszowcowatych (Annonaceae Juss.). Występuje naturalnie na indyjskich wyspach Andamanach i Nikobarach. 

## Morfologia
PokrójZimozielone drzewo.
LiścieMają podłużnie eliptyczny kształt. Nasada liścia jest zaokrąglona. Blaszka liściowa jest o spiczastym wierzchołku. Ogonek liściowy jest nagi i dorasta do 3–4 mm długości.
KwiatySą pojedyncze lub zebrane w pary, rozwijają się w kątach pędów. Działki kielicha mają trójkątny kształt, są owłosione i dorastają do 2–3 mm długości. Płatki mają owalny kształt i osiągają do 4–6 mm długości.